# Last Friday Night (T.G.I.F.)
A Last Friday Night (T.G.I.F.) Katy Perry amerikai énekesnő Teenage Dream című harmadik nagylemezének ötödik kislemeze. A dalt Perry, Dr. Luke, Max Martin és Bonnie McKee írta, a producer Dr. Luke és Max Martin volt.
A Last Friday Night (T.G.I.F.) 2011. június 6-án debütált a nagyobb amerikai rádiókban és mindössze négy hét alatt az amerikai Billboard Hot 100 slágerlista negyedik helyére kúszott fel, de mint az énekesnő előző négy kislemeze, ez a dal is első helyezést ért el a Hot Digital Songs listán, amely a digitális letöltések számának fényében áll össze. 2011. június 29-ére már több mint 571 000 másolatot adtak el.
A dalhoz 2011. május 3. és 6. között videóklipet forgattak, melynek rendezője Marc Klasfeld és Danny Lockwood volt. Ebben a videóban jelenik meg először az énekesnő tinédzser alteregója, Kathy Beth Terry. A klipben több más ismert személy is feltűnik, mint például Rebecca Black, aki Kathy egyik barátnőjét alakítja.

## Háttér
Perry elmondta, hogy a dal megírására egy meztelen futás inspirálta, melyben a barátaival vett részt egy átbulizott éjszaka után. A Music Rooms internetes újság szerint Perry a dalt a buli utáni napon írta. Az énekesnő a Music Rooms-nak így nyilatkozott:

„Semmi sem jobb egy rögtönzött táncpartinál a barátaimmal. A számom, a Last Friday Night (T.G.I.F.) egy dal, amely a kicsapongó bulizásról szól. Egy éjszakán nekem is hasonló élményben volt részem Santa Barbarában. Egy Wildcat (vadmacska) helyre mentünk, ahol valósággal megőrültünk. Ittunk pár sört és szinte a halálunkig táncoltunk, majd ezután elhagytuk a szórakozóhelyet és visszatértünk a szállodai szobába. A dal legtöbb része megtörtént, kivéve persze a ménage à trois-t... sajnos. És igen, meztelen futás a parkban, ezt szintén megtettük, ezért volt hát muszáj másnap erről egy dalt írnunk!”

A dal címében is megjelenő TGIF egy mozaikszó mely a Thank God It's Friday (Hála Istennek, hogy péntek van) kifejezésre utal. Perry társírója, Bonnie McKee így fogalmazott a szóval kapcsolatban:

„A TGIF számomra az a szó, amely teljesen leírja a Katyvel tett Santa Barbara-i utunkat, ezért szeretem. Meglehetősen giccses, szórakoztató, de egyben nosztalgikus is.”

## Kompozíció
A Last Friday Night (T.G.I.F.) egy dance-pop, valamint pop-rock dal. Tempója mérsékelt, 126-os percenkénti leütésszámmal rendelkezik, F♯-dúrban íródott. Perry hangterjedelme egy oktávot tesz ki, C♯4-től D♯5-ig terjed. A dallam a B–G♯m7–D♯m7-C♯ akkordmenetet követi.

## Fogadtatás
A dalt a zenekritikusok vegyes fogadtatásban részesítették. Az AllMusic zenei metaadatbázis az albumon szereplő dalok közül az elsők között írt a Last Friday Night (T.G.I.F.)-ről. Stephen Thomas, az Allmusic egyik kritikusa szerint Perry ezzel a számmal „Kesha-pajtása előtt tiszteleg”, akit egyébként a zenei kritikus „figyelemkurvának” nevezett, utalva ezzel a két énekesnő vélt, vagy valós feltűnési viszketegségére. A Rolling Stone magazin a dalt beszédesnek találta, valamint egy vad „sörpartihoz” hasonlította. A Slant Magazine már korántsem volt ilyen kegyelmes: „A Last Friday Night (T.G.I.F.) egy élettelen és zavaros görkorcsolyapálya a T! G! I! F! kiáltás mentén, amely kétségkívül biztosítja majd a slágert számos vacak diáklány-egyesületnek ebben a szemeszterben.” A Spin Magazine szerint „a Last Friday Night egy este megállás nélküli rosszaságairól szól.”
A Now Magazine ezt írta: „Az énekesnő nemrégiben úgy nyilatkozott, hogy a fülbemászó Last Friday Night (T.G.I.F.) az ő saját verziója a Black Eyed Peas I Gotta Feeling-jére.” A magazin mégis inkább Lady Gaga Just Dance-éhez hasonlította a dalt: „A fotókról – amelyek a züllött éjszaka után az interneten kötöttek ki – szóló szövegrész is arra emlékeztet, mikor Lady Gaga arról énekel a Just Dance-ben, hogy részegen elveszítette a kulcsait és a telefonját is.”

## Videóklip

### Háttér és bemutatás
Egy MTV-vel készített interjúban a klip rendezője, Marc Klasfeld elmondta, hogy a videó cselekményét olyan 80-as évekbeli középiskolás filmek inspirálták, mint a Tizenhat szál gyertya és más John Hughes-féle alkotások. A videóklip végén futó stáblista hasonlóképpen lett megvalósítva, mint az 1981-es Ágyúgolyó futam című filmben.
A videóklip előzetese 2011. június 7-én jelent meg Katy Perry YouTube-profilján. A videó premierje előtt Perry a Facebookon és a Twitteren is létrehozott egy profilt az alteregója, Kathy Beth Terry számára, aki egy stréber középiskolásként jelenik meg. Június 8-ától kezdve számos rövid részlet került fel a klipből Kathy Beth Terry Facebook-profiljára, a YouTube-ra és Katy Perry hivatalos honlapjára is, melyek Terryt és más, a videóklipben szereplő karaktereket mutattak be. A klip tervezett premierje június 14-e volt, de mivel az interneten már 12-én kiszivárgott, a videó 8 perces hivatalos változata ugyanezen a napon jelent meg a Funny or Die internetes oldalon.

### Áttekintés
A klip cselekménye szombat reggel kezdődik, mikor Kathy Beth Terry (Perry), egy stréber tinédzser nadrágtartóval, fogszabályzóval és túlméretezett szemüveggel éppen felébred egy péntek esti házibuli után. A lány ágyában egy idegen férfi fekszik, az ágy körül egyéb kidőlt bulizók hevernek. Egyszer csak egy eszméleténél lévő férfi, Aaron Christopherson (A Gleeből ismert színész, Darren Criss) ront be a szobába, és gratulál Terrynek ’a valaha volt legjobb partiért’. Erre a lány zavarba jön és felfedezi az internetre felkerült képeket a buliról, amelyek Kathyt különféle kompromittáló helyzetekben ábrázolják, például az éppen mellette fekvő férfi hasát nyalja.
A videó ezután a visszaemlékezéssel folytatódik: Kathy a szobájában egy szúdoku-rejtvényt fejt, mikor felfigyel a hangos zenére. Sietve átrohan a szomszéd házhoz, hogy panaszkodjon. Rebecca Black (az ’énekesnő’ a Friday című dalával lett híres) nyit ajtót, és rögvest beinvitálja a meglepett lányt, mikor Everett McDonald (szintén a Gleeből ismert Kevin McHale) felfigyel a lányra, aki egyből megtetszik neki. Kathyt azonban jobban érdekli az újonnan érkező vonzó focista, Steve Johnson (Richie Nuzzolese, modell). A férfi gyorsan lepattintja Terryt és egy jóval attraktívabb lányhoz fordul, akinek a hasizmával büszkélkedik. Kathy elszomorodik, de Black fel akarja vidítani a lányt, így hát felviszi őt az emeletre egy kis átalakításra. Ennek során Rebecca letépi Kathy fejhez erősített fogszabályzót, gyantázza a lány felső ajkát, testhezálló neonszínű ruhát ad rá, valamint kibontja a haját. Mikor Kathy új külsejével lejön a lépcsőn, Steve azonnal beleszeret, majd mindenki elkezd táncolni. Kathy és Rebecca is a Just Dance 2 játékkal játszik, Kenny G szaxofonszólót ad elő a tetőn, miközben a Hanson együttes is zenél. Végül az egész buli átköltözik Kathy házába, ahol Steve megpróbál kikezdeni a lánnyal. Erre Everett megüti a focistát, aki ájultan Kathy ágyába esik. Lassan a sok alkoholtól a lány is kidől, mikor aléltan az ágyában fekszik, Everett visszateszi rá a szemüvegét.
Ezek után a cselekmény visszatolódik a jelenbe, amikor is Kathy elszégyenli magát. A videó végén feltűnnek az egykori tinibálványok, Corey Feldman és Debbie Gibson is, akik Kirk és Tiffany Terryként Kathy szüleit alakítják. Ebben a részben számos utalás történik Az elveszett fiúk  című filmre, amelyben Corey Feldman főszerepet játszott. Ezután a stáblista alatt kivágott jeleneteket láthatunk, olyat, mint Everett reggelit visz Kathynek.

## Közreműködők
- Katy Perry – dalszerzés és vokál
- Dr. Luke – dalszerzés, producer, ütős- és billentyűs hangszerek, számítógép generálta hangok
- Max Martin – dalszerzés, producer, ütős- és billentyűs hangszerek, számítógép generálta hangok
- Bonnie McKee – dalszerzés
- Emily Wright – hangmérnök
- Sam Holland – hangmérnök
- Tucker Bodine –hangmérnök asszisztens
- Tatiana Gottwald – hangmérnök asszisztens
- Serban Ghenea – hangkeverés
- Jon Hanes – hangkeverőmérnök
- Tim Roberts – hangkeverőmérnök asszisztens
- Kenny G – szaxofon

Az adatok Katy Perry Teenage Dream című albumának jegyzeteiből származnak.

## Külső hivatkozások
- A zeneszám klipje